# All Apologies
All Apologies és una cançó del grup d'estil grunge estatunidenc Nirvana. És la dotzena cançó i la pista final del disc del 1993 In Utero, excloent-hi la pista secreta que hi ha en algunes edicions del disc: Gallons of Rubbing Alcohol Flow through the Strip. També va ser el segon senzill del disc com a doble cara A juntament amb Rape Me.

## Història
En Kurt Cobain va escriure All Apologies l'any 1990, quatre anys abans de morir-se i de la subsegüent dissolució dels Nirvana.
La versió d'estudi més primerenca que es coneix de la cançó va ser gravada l'1 de gener del 1991 per en Craig Montgomery a Seattle, Washington. Les lletres de la cançó i els arranjaments van canviar en el transcurs dels dos anys següents. Cap presentació de la cançó en concert abans de l'enregistrament de In Utero va sonar igual que una altra d'aquesta mateixa època. Les versions més primerenques de la cançó, incloent-hi aquesta versió d'estudi del 1991, fins i tot inclouen un tercer vers i uns cors.
Steve Albini va enregistrar la versió final el febrer del 1993 a Cannon Falls, Minnesota. Hi sona la Kera Schaley tocant el violoncel. Es va llançar amb Rape Me com a segon senzill del disc, però sense vídeo musical. Es va promocionar a la MTV fent servir material de la presentació recent del grup a MTV Unplugged.
Van nomenar la cançó a dos Premis Grammy l'any 1995, un per la millor cançó de rock i un altre per la millor interpretació rock d'un duo o grup amb vocalista, però van perdre en sengles nominacions.

## Sentit
Com moltes de les cançons dels Nirvana, All Apologies no té un sentit gaire específic, sinó que es defineix per l'atmosfera i l'estat d'ànim que comunica.
En la versió d'estudi del 1991 hi ha un arranjament enganxós que fins i tot inclou una pandereta. Això suggereix que al principi en Cobain veia aquesta cançó com una cançó de pop senzilla i enganxosa, semblant als primers singles de The Beatles. No obstant això, quan la cançó era enregistrada per a In Utero, ja havia pres un to més fosc, amb unes lletres amb certa finalitat, com ara la frase dels cors: «In the sun I feel as one - married/ buried» (Sota el sol em sento com un - casat/enterrat).
Tot i aquesta foscor musical, la cançó final encara té un tastet de pop en acabar amb la frase «All in all is all we are» (Al cap i a la fi això és tot allò que som), cantada sobre el riff de la cançó i acompanyat per la distorsió i la retroalimentació de la guitarra, cosa que la feia molt semblant al mantra «Jai Guru Deva Om» amb què s'acaba la cançó Across the Universe dels The Beatles.
Caldria destacar que en Cobain va dedicar All Apologies a la seva esposa, la Courtney Love i a la seva filla, la Frances Bean, durant la coneguda aparició dels Nirvana en el Reading Festival del 1992.

## Versions
- La versió acústica és en el disc del 1994, MTV Unplugged in New York i a la recopilació del 2002, Nirvana.

- Una mostra acústica casolana en el box set del 2004, With the Lights Out i en la compilació del 2005, Sliver - The Best of the Box.

- Hi ha una versió en directe en el disc del 2009, Live at Reading amb tourette's i Dumb.

## Versions d'altres artistes
Han fet versions d'All Apologies:
- La cantant irlandesa Sinéad O'Connor.
- El músic de jazz estatunidenc Herbie Hancock.
- El grup canadenc de punk rock D.O.A. en el disc de tribut als Nirvana Smells Like Bleach
- El grup estatunidenc de rock cristià DC Talk.
- El grup britànic de rock Placebo.
- El grup de pop punk Finch.
- El grup francès Aston Villa.
- La cantant Kathryn Williams .
- El grup navarrès Berri Txarrak.
- El músic argentí Lisandro Aristimuño.
- El grup de jazz estatunidenc Todd's Clouser: A Love Electric.

En la versió de DC Talk es reemplaça la frase «Everyone is gai» (Tothom és gai) per «Jesus is the way» (Jesús és el camí).

## Llista de cançons
Totes les cançons les va escriure en Kurt Cobain.
- Hi ha algunes versions del senzill en què se censura el títol de la cançó Moist Vagina i en les quals el canvien per MV.

## Llocs aconseguits en les llistes
| Llistes (1993/1994)                           | Lloc més alt |
| --------------------------------------------- | ------------ |
| Australian ARIA Singles Chart                 | 58           |
| Belgian Singles Chart (Flanders)              | 43           |
| Canadà RPM Singles Chart                      | 41           |
| French Singles Chart                          | 20           |
| Irish Singles Chart                           | 20           |
| New Zealand Singles Chart                     | 32           |
| UK Singles Chart                              | 32           |
| US !U.S. Billboard Hot Mainstream Rock Tracks | 4            |
| US !U.S. Billboard Hot Modern Rock Tracks     | 1            |
| US Billboard Hot 100 Airplay                  | 45           |